# Ободат I
Ободат (Убайдах) I (д/н — 85 до н. е.) — цар Набатеї в 96—85 роках до н. е.

## Життєпис
Старший син Арети II, царя Набатеї. Після смерті батька у 96 році до н. е. успадкував трон. Продовжив війну з Хасмонейським царством. Вже у 93 році до н. е. завдав поразки супротивнику на Голанських пагорбах. Потім рушив проти царя Александра Янная, якого блокував біля міста Гадар. Хитрістю змусив того відійти до долини, де набатейський цар застосував верблюжу кавалерію, здобувши повну перемогу. Наслідок цього було укладання мирного договору, за яким Набатея повернула собі Моав і Галаад.
Надалі розпочав вторгнення до Келесирії, користуючись ослабленням Селевкидської держави. В результаті зміг сплюндрувати південну Сирію, дійшовши до Дамаску, але його захопити не зміг. Втім розширивши володіння на північний-захід. Разом з тим продовжував розширювати межі володінь на південь, дійшовши до Хегри, де заснував і укріпив центр торгівлі. Водночас став карбувати свинцеві монети з зображенням бика і написом «набат» (є першим набатейським написом на монетах). За наказом цього царя було споруджено місто Ободат.
Помер 85 року до н. е. Поховано в усипальні міста Ободат. Наслідував владу молодший брат Арета III.